# Eurhadina lactea
Eurhadina lactea är en insektsart som beskrevs av Irena Dworakowska 2002. Eurhadina lactea ingår i släktet Eurhadina och familjen dvärgstritar. Inga underarter finns listade i Catalogue of Life.